# ハイイロシメジ属
ハイイロシメジ属（Clitocybe）は、ハラタケ目キシメジ科のキノコの属である。白、黄色がかった白、淡い黄褐色、クリーム色、ピンク色、または淡黄色の胞子、茎に沿って走るひだ、および淡白から茶色または薄紫色の体色を特徴とするキノコである。主に腐生性で、森林の地面の落ち葉を分解する。広範囲に分布するこの属には約300種が存在すると推定されている。
ハイイロシメジ属の学名のClitocybeとは、「斜めの頭」を意味する。
かつてカヤタケがこの属Clitocybeにタイプ種として含まれていたためにこの属はカヤタケ属と呼ばれていたが、現在はカヤタケがオオイヌシメジ属Infundibulicybeに再分類されており、オオイヌシメジ属がカヤタケ属とされることもある。カヤタケを含まないClitocybe属はハイイロシメジをタイプ種とするためにハイイロシメジ属と呼ばれる。
このハイイロシメジ属には食用になるものもいくつかあるが、その多くは毒があり、ムスカリンなどの毒素を含んでいるものも多い。ハイイロシメジ属の個々の種を区別するのは、顕微鏡で観察した特徴を分析する必要があるため、専門家以外が行うのは通常非常に難しい。そのため、著名で容易に識別できる数種を除いて、ハイイロシメジ属のキノコが食用として採取されることはまれである。

## 分類
広義のハイイロシメジ属は、もともと1821年にElias Friesによってハラタケ属下位のtribus（現在の連とは定義が異なる）として提案された。Friedrich Staudeは1857年にそれを属に昇格させた。
最近の分子生物学的研究により、この属は多系統であることが示されており、多くの種は遠縁のようであるが、現在それぞれClitocybe saeva（＝オオムラサキシメジCollybia personata）およびムラサキシメジC. nudaとして知られている旧ムラサキシメジ属Lepista（＝ヤグラタケモドキ属Collybia）などの他の属の菌類は、ハイイロシメジ属とより近縁である。
ハイイロシメジはタイプ種であるため、これに最も遠縁の種は将来再分類される可能性が高い。2003年の論文で、フィンランドの菌類学者 Harri Harmaja は、胞子の特性に基づいてC. geotropaと他の 12種のClitocybe属を新しい属Infundibulicybe（オオイヌシメジ属、狭義のカヤタケ属）に分割することを提案した。彼のホテイシメジC. clavipesは後にRedhead らによってAmpulloclitocybe属（ホテイシメジ属）に移され、その属名は Harmaja の提案したClavicybe属より優先された。以前のClitocybe属の他の種はAtractosporocybe属、Leucocybe属、およびRhizocybe属に分類されている。

## 毒性
日本のドクササコ（かつてハイイロシメジ属に分類されていた）とフランスのClitocybe amoenolensの2種のキノコの摂食により、8日から5ヶ月間継続したキノコ誘発性紅斑症が発生した。

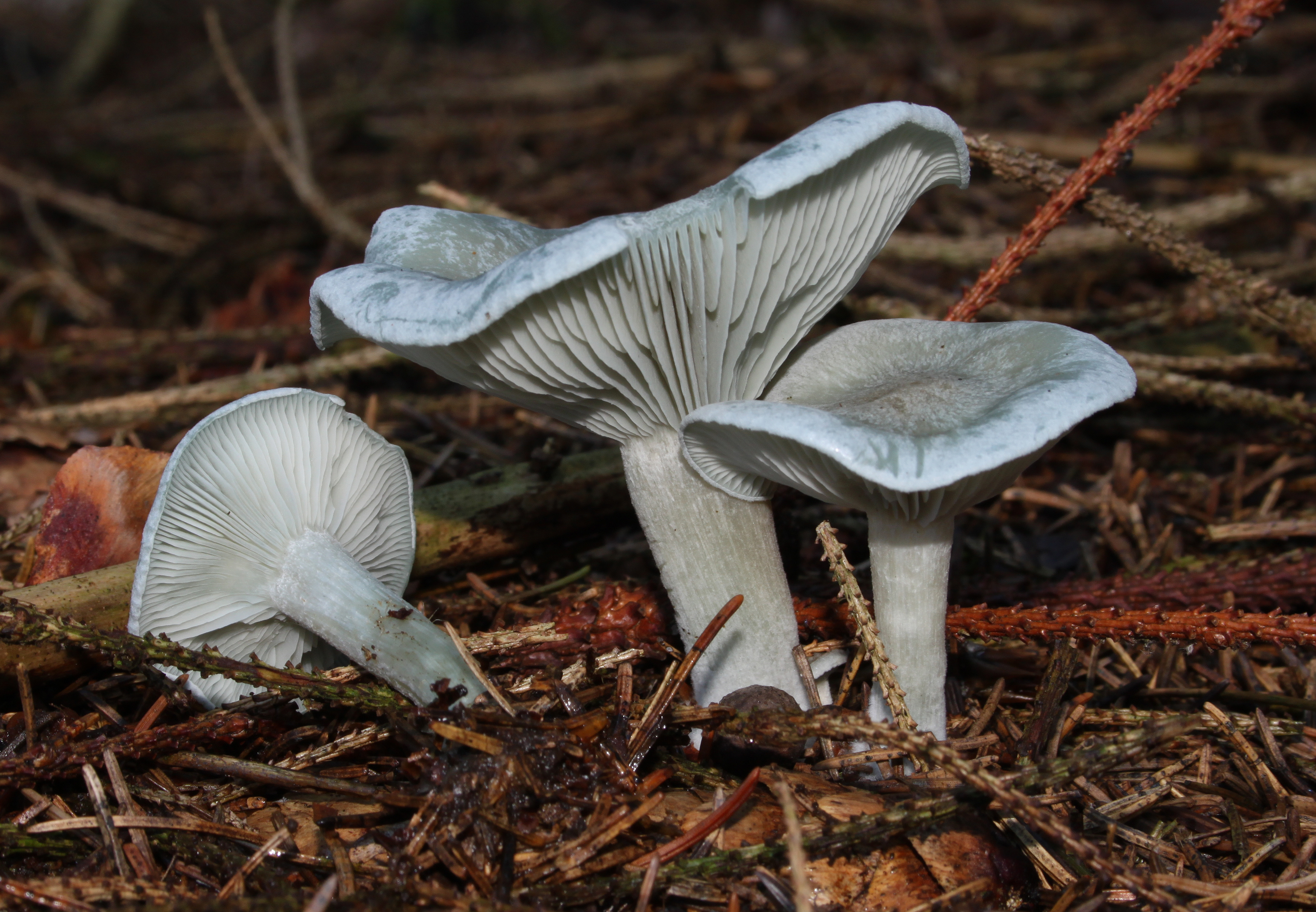
Clitocybe odora

多くの小型のハイイロシメジ属の種には、有名なベニテングタケに少量含まれている毒素であるムスカリンが含まれている。しかし、小型の白いハイイロシメジ属の種には危険な量のムスカリンが含まれており、特に近縁のClitocybe dealbataとClitocybe rivulosaの2 種には大量のムスカリンが含まれており、これら 2 種のハイイロシメジ属を食べたために死亡した例が記録されている。

## 下位種
- Clitocybe agrestis
- Clitocybe albirhiza
- Clitocybe amarescens
- Clitocybe brumalis
- Clitocybe cerussata
- Clitocybe cistophila – ヨーロッパ
- Clitocybe costata – 食用にできるが希少であるため消費されない。
- Clitocybe dealbata – 有毒
- Clitocybe dilatata – 有毒[12]
- Clitocybe ditopus
- Clitocybe eccentrica ヤドリギイヌシメジ
- Clitocybe entoloma
- Clitocybe eucalyptorum
- Clitocybe fennica
- Clitocybe fragrans コカブイヌシメジ
- Clitocybe gilvaoides
- Clitocybe glacialis
- Clitocybe globispora
- Clitocybe glutiniceps
- Clitocybe lohjaensis
- Clitocybe marginella
- Clitocybe menthiodora
- Clitocybe nebularis ハイイロシメジ – 食用とされることもあるが、多くの人に胃の不調を引き起こす。
- Clitocybe odora アオイヌシメジ – 白樺の近くに生えるが、主にその外観のため、有毒なキノコと間違えられやすい。
- Clitocybe paraditopa – オーストラリア
- Clitocybe parasitica
- Clitocybe rivulosa – ヨーロッパ、北アメリカ
- Clitocybe ruderalis
- Clitocybe sclerotoidea
- Clitocybe strigosa
- Clitocybe subcordispora
- Clitocybe tarda
- Clitocybe truncicola
- Clitocybe vibecina
- Clitocybe violaceifolia

### 分類学的位置不明
- Clitocybe maxima オオジョウゴタケ – 分類学的地位は不明[13] Pleurotus giganteus[14] とInfundibulicybe hongyinpan[15] が本種と間違われることがある。

### 再分類
- Clitocybe acromelalga ドクササコ – 現在は Paralepistopsis acromelalga
- Clitocybe alexandri – 現在は Clitopaxillus alexandri
- Clitocybe amoenolens セイヨウドクササコ – 現在は Paralepistopsis amoenolens
- Clitocybe brunneocephala – 現在は Collybia brunneocephala – 食用[16][17]
- Clitocybe nuda – Lepista nuda – Collybia nuda ムラサキシメジ – 食用[17]
- Clitocybe candicans シロヒメカヤタケ – 現在は Leucocybe candicans
- Clitocybe catinus / Infundibulicibe catinus コシロイヌシメジ – Infundibulicybe gibbaの白色形態[18]
- Clitocybe clavipes ホテイシメジ – 食用になることもあるが、アルコールと一緒に摂取すると有毒である – 現在は Ampulloclitocybe clavipes
- Clitocybe connata オシロイシメジ – 食用不可、変異原性の疑いあり  現在は Leucocybe connata
- Clitocybe geotropa オオイヌシメジ –  現在は Infundibulicybe geotropa
- Clitocybe gibba カヤタケ – 現在は Infundibulicybe gibba

生物発光で知られる jack o'lantern mushroom (Omphalotus olearius) は、以前はClitocybe illudensとしてこの属に分類されていた。

## External links
- Clitocybe at Mushroom Expert.com